# Salem (Baden)
Pentru alte sensuri vezi Salem (dezambiguizare).
Salem este o comună din landul Baden-Württemberg, Germania. Deoarece există mai multe locuri și localități cu acest nume, atunci când este necesar se precizează astfel: Salem (Baden).
În Salem se află renumita școală privată cu internat „Schule Schloss Salem” (Școala Palatul Salem).